# Pseudonadagara
Pseudonadagara är ett släkte av fjärilar. Pseudonadagara ingår i familjen mätare.
Kladogram enligt Catalogue of Life:
| Pseudonadagara | \| \| Pseudonadagara semicolor \| \| \| \| \| \| Pseudonadagara shirozui \| \| \| \| |
|                | \| \| Pseudonadagara semicolor \| \| \| \| \| \| Pseudonadagara shirozui \| \| \| \| |
|                | Pseudonadagara semicolor                                                             |
|                |                                                                                      |
|                | Pseudonadagara shirozui                                                              |
|                |                                                                                      |